# 自我迴歸模型
自我迴歸模型（英語：Autoregressive model，簡稱AR模型），是統計上一種處理時間序列的方法，用同一變數例如{\displaystyle x}的之前各期，亦即{\displaystyle x_{1}}至{\displaystyle x_{t-1}}來預測本期{\displaystyle x_{t}}的表現，並假設它們為一線性關係。因為這是從迴歸分析中的線性迴歸發展而來，只是不用{\displaystyle x}預測{\displaystyle y}，而是用{\displaystyle x}預測{\displaystyle x}（自己）；因此叫做自我迴歸。
尽管大型語言模型被稱為自我迴歸模型，但從這個意義上講，不被認為是經典的自回歸模型，因為它們不是線性的。
自迴歸模型被廣泛運用在經濟學、資訊學、自然現象的預測上。

## 定義
{\displaystyle X_{t}=c+\sum _{i=1}^{p}\varphi _{i}X_{t-i}+\varepsilon _{t}\,}
其中：{\displaystyle c}是常數項；{\displaystyle \varepsilon _{t}}被假設為平均數等於0，標準差等於{\displaystyle \sigma }的隨機誤差值；{\displaystyle \varepsilon _{t}}被假設為對於任何的{\displaystyle t}都不變。
文字敘述為：{\displaystyle X}的當期值等於一個或數個前期值的線性組合，加常數項，加隨機誤差。

## 優點與限制
自我迴歸方法的優點是所需資料不多，可用自身變數數列來進行預測。但是這種方法受到一定的限制：
1. 必須具有自我相關，自相關係數（{\displaystyle \varphi _{i}}）是關鍵。如果自相關係數(R)小於0.5，則不宜採用，否則預測結果極不準確。
2. 自我迴歸只能適用於預測與自身前期相關的經濟現象，即受自身歷史因素影響較大的經濟現象，如礦的開採量，各種自然資源產量等；對於受社會因素影響較大的經濟現象，不宜採用自我迴歸，而應改採可納入其他變數的向量自迴歸模型。